# تیونار
تونار (به انگلیسی: Thunar) یک مدیر پرونده است که به همراه میزکار اکس‌اف‌سی‌ئی عرضه می‌شود. این مدیر پرونده با استفاده از جی‌تی‌کی+ نوشته شده است و بر روی سیستم‌عامل‌های شبه یونیکس مانند لینوکس و بی‌اس‌دی قابل استفاده است. تونار در اصل توسط بندیکتمورر نوشته شده است و هدف آن جایگزین کردن XFFM، مدیر پرونده قبلی میزکار اکس‌اف‌سی‌ئی بود. تونار در اوایل فایلر (به انگلیسی: Filer) نامیده می‌شد، اما به خاطر مناقشه در مورد این نام، به تونار تغییر نام یافت. هدف اصلی پروژه تونار، توسعه دادن یک مدیر پرونده با سرعت است که استفاده از آن راحت هم باشد. این مدیر پرونده طوری طراحی شده تا نسبت به دیگر مدیر پرونده‌های یونیکس مانند ناتیلوس و کانکرر، با سرعت بیشتری شروع به کار کند و نسبت به آنها بیشتر پاسخگو باشد و سریعتر به درخواست‌ها پاسخ دهد. همانند دیگر قسمت‌های میزکار اکس‌اف‌سی‌ئی، تونار هم طوری طراحی شده تا با استانداردهایی نظیر فری‌دسکتاپ.ارگ سازگار باشد. طراحی تونار ساده و سبک است و با نصب کردن تعدادی افزونه می‌توان قابلیت‌های مختلفی را به تونار اضافه کرد. همچنین تونار سعی می‌کند رابطی را به کاربر ارائه دهد که از هزاران مدیر پرونده درختی که برای یونیکس وجود دارد، متمایز باشد. تونار یک نرم‌افزار آزاد است و تحت پروانه جی‌پی‌ال منتشر می‌شود.